# La Guerre des familles
La Guerre des familles (titre original : The Merchants' War) est un roman de science-fiction de l'écrivain britannique Charles Stross.  Paru en 2007, il est le quatrième roman de la série Les Princes-marchands et a été publié en France en 2011.